# Alker Imre
Alker Imre (Püspökladány, 1941. december 1. –) birkózó, edző.
Pályafutását 1958-ban a 31. számú Iskolai SK-ban kezdte. 1961-től a BVSC (Budapesti Vasutas Sport Club), majd 1963-tól az FTC (Ferencvárosi Torna Club) birkózója volt. 1964-től 1969-ig megszakítás nélkül minden évben ő nyerte a kötöttfogású birkózás lepkesúly súlycsoportjában a magyar bajnoki címet. 1963-tól 1970-ig szerepelt a magyar válogatottban. Nagy világversenyen egyszer sikerült érmet szereznie: a bukaresti világbajnokságon, 1967-ben harmadik helyezést ért el. A magyar csapat tagja volt az 1964. évi tokiói és az 1968. évi mexikói nyári olimpiai játékokon. Mexikóvárosban a 4. helyen végzett.
Az aktív sportolástól 1970-ben vonult vissza, ekkor a Budapesti Honvéd birkózószakosztályának edzője lett. 1978-ban a Testnevelési Főiskolán birkózó szakedzői oklevelet szerzett.

## Sporteredményei
- olimpiai 4. helyezett (1968)
- világbajnoki 3. helyezett (1967)
- világbajnoki 5. helyezett (1970)
- kétszeres világbajnoki 6. helyezett (1963, 1965)
- Európa-bajnoki 5. helyezett (1968)
- hatszoros magyar bajnok (1964–1969)